# Родіна Вадим Васильович
Ро́діна Вади́м Васи́льович (нар. 24 березня 1988, Київ, СРСР) — український футболіст, що виступає на позиції захисника. Вихованець ДЮФШ «Динамо» (Київ). В минулому гравець юнацьких та молодіжної збірних України.

## Життєпис
Вадим Родіна народився в Києві, де й почав займатися футболом, представляючи в змаганнях ДЮФЛ київські «Динамо» та «Локомотив». 6 серпня 2005 року юний захисник дебютував у складі «Динамо-3» в поєдинку з «Житичами» (1:0). Загалом у складі третьої динамівської команди провів 57 матчів, одного разу відзначившись у воротах суперників. У «Динамо-2» Родіна дебютував 7 вересня 2007 року, відігравши повний матч проти «Олександрії», у якому кияни поступилися з рахунком 2:4. Протягом наступних двох сезонів Вадим був одним з лідерів колективу, виконував функції віце-капітана. В 2009 році Родіну, що і раніше виступав у складах юнацьких збірних країни різних віків, почали залучати до матчів молодіжної збірної. У червні 2010 року захисник вирішив змінити клуб і на орендних засадах перейшов до лав київської «Оболоні». Втім, заграти у клубі Прем'єр-ліги йому не вдалося — переважну більшість часу Вадим виступав за молодіжний склад «пивоварів», провівши у основі лише одну гру на Кубок України.
У серпні 2012 року підписав контракт з кіровоградською «Зіркою». Протягом першої половини сезону 2013/14 став одним з найкращих гравців клубу та капітаном команди.